# Encyclopedia of Ukraine
Encyclopedia of Ukraine (pol. Encyklopedia Ukrainy, także pol. Encyklopedia ukrainoznawstwa, ukr. Енциклопедія українознавства) – 5-tomowe opracowanie w języku angielskim, przedstawiające geografię, ekonomię, społeczeństwo oraz ogólny rys historyczny Ukrainy.
Encyklopedia powstała z inicjatywy Wołodymyra Kubijowycza w roku 1976, była następnie publikowana w latach 1985–1993. Wydawcą encyklopedii jest Kanadyjski Instytut Studiów Ukraińskich (ang. Canadian Institute of Ukrainian Studies) w Toronto. W latach 1978–1985 redaktorem naczelnym był prof. Wołodymyr Kubijowycz, a następnie w latach 1985–1999 prof. Danyło Husar Struk. Redaktorem Encyklopedii był także Mychajło Dobrianski-Demkowycz.
Za pierwowzór Encyklopedii posłużyły pierwsze prace Kubijowicza, a mianowicie Atlas Ukrainy oraz Państw Przylegających z roku 1937, Geografia Ukrainy oraz Przylegających Ziem z roku 1938 oraz 1943. W roku 1949 Kubijowicz wydał kolejno Encyklopedię Ukrainoznawstwa, a następnie we Francji w roku 1963 i 1971 Ukraine – Concise Encyclopaedia. Prace nad Encyklopedią Ukrainy rozpoczęły się w roku 1976 na Wydziale Języków i Literatur Słowiańskich Uniwersytetu w Toronto pod redakcją Wołodymyra Kubijowicza. Encyklopedia powstawała przy współudziale pracy Instytutu i Towarzystwa Naukowego im. Szewczenki w Sarcelles we Francji, emigracyjnych nacjonalistycznych środowisk ukraińskich oraz finansowym wsparciu Kanadyjskiej Fundacji dla Studiów Ukraińskich (ang. The Canadian Foundation for Ukrainian Studies). Pierwsze dwa tomy Encyklopedii zostały zredagowane bezpośrednio przez Kubijowicza, natomiast tomy 3 i 4 przez Danyło Struka. W roku 2001 wydano tom piąty zawierający indeksy oraz erratę. W tym samym roku podjęto prace w celu udostępnienia treści Encyklopedii przez zamieszczenie jej w internecie.
W latach 1993–2002 wydana powtórnie we Lwowie przez wydawnictwo „Mołode Żyttja” w 11 tomach (10 tomów + uzupełnienie).

## Autorzy artykułów w encyklopedii
- Wołodymyr Kubijowycz
- Petro Poticzny
- Mychajło Dobrianski-Demkowycz
- Ołeksandr Ohłobłyn
- Bohdan Krawciw
- Natalia Połonska-Wasylenko
- Jurij Starosolski